# سنگ‌نگاره‌های یازیلی چای
سنگ نگاره‌های یازیلی چای مربوط به هزاره سوم تا ۱ قبل از میلاد تا هزاره اول قبل از میلاد است و در شهرستان تفرش، بخش مرکز ی، دهستان رودبار، روستای دربر واقع شده و این اثر در تاریخ ۱۸ اسفند ۱۳۸۷ با شمارهٔ ثبت ۲۵۰۷۱ به‌عنوان یکی از آثار ملی ایران به ثبت رسیده است.